# Jaffe Vink
Jaffe Vink (Scheemda, 15 juni 1951) is een Nederlands filosoof en publicist.

## Biografie
Vink groeide op in Oost-Groningen als zoon van een houthandelaar. In 1970 deed hij eindexamen gymnasium-β in Winschoten. Hij studeerde filosofie aan de Universiteit van Amsterdam. Voor het Studium Generale richtte hij een afdeling literatuur op. Hij was vele jaren chef van het katern "Letter & Geest" van dagblad Trouw. In 2007 kwam hij uit met het opinieweekblad Opinio. Na een proces van premier Balkenende ging het blad ten onder. Sindsdien schrijft hij artikelen voor kranten en tijdschriften, houdt lezingen en publiceerde enkele boeken.

## Het Splendide Hotel
Voor het Studium Generale van de Universiteit van Amsterdam organiseerde hij workshops voor het schrijven van proza, poëzie, essays en toneel met medewerking van onder anderen Judith Herzberg, Oek de Jong, Frans Kellendonk, C.O. Jellema en Willem Jan Otten. Ook organiseerde hij jarenlang de lezingencyclus Het Splendide Hotel – naar een frase van Rimbaud – met medewerking van Boudewijn Büch, Johan Polak, Hans Warren, J.P. Guépin en Fritzi Harmsen van Beek.

## Letter & Geest
Vink was bedenker en chef van het katern "Letter & Geest" (1988) van het dagblad Trouw, de eerste opiniebijlage in Nederland, met bijdragen van schrijvers, filosofen, wetenschappers en politici uit binnen- en buitenland over beschaving en geloof, politiek en terrorisme, geschiedenis en filosofie. Na 2001 werd in dit katern steeds nadrukkelijker stelling genomen tegen multiculturalisme en de politieke islam. Onenigheid over deze koers leidde in de zomer van 2006 tot een conflict met de hoofdredactie van Trouw, waarna hij ontslag nam.

## Opinio
In januari 2007 bracht Vink het eerste nummer uit van het weekblad Opinio, gedrukt op roze papier. Hij was oprichter en hoofdredacteur van het blad, dat werd gefinancierd door hoogleraar en internetondernemer Roel Pieper. Tot de medewerkers behoorden Ayaan Hirsi Ali, Anne Applebaum, Benno Barnard, Antoine Bodar, Frits Bolkestein, Paul Cliteur, Theodore Dalrymple, Afshin Ellian, Sylvain Ephimenco, Derk Jan Eppink, Piet Gerbrandy, Hans Jansen, Andreas Kinneging, Xandra Schutte, Roger Scruton, Bart Jan Spruyt, Yoram Stein, Henny Vrienten en Elly de Waard. In 2008 spande premier Balkenende een kort geding aan tegen het blad, omdat Vink een pastiche had gepubliceerd van een toespraak van de premier over de islam. Balkenende verloor het kort geding. Uit de uitspraak van de rechtbank Amsterdam: "Het artikel is overduidelijk een verzinsel dat op karikaturale wijze (het gebrek aan) polemiek omtrent het christendom en de islam aan de orde stelt en uitlokt. Er is dus geen sprake van een onjuiste of valse weergave van feiten, zoals de Staat meent" en "Voor zover het hier een kritische bejegening van de heer Balkenende betreft, geldt dat hij zich dit als minister-president en leider van het CDA zal moeten laten welgevallen. De gevraagde voorziening zal daarom worden afgewezen". Vervolgens startte de premier een bodemprocedure tegen Opinio en Jaffe Vink. Dit was voor Pieper reden om de financiering te staken. In juni 2008 hield Opinio op te bestaan.

## Het Gifschip
In 2010 deed Vink onderzoek naar de zaak van de Probo Koala, een olietanker die in 2006, na een tussenstop in Amsterdam, naar de Ivoriaanse havenstad Abidjan voer. Daar werd het scheepsafval door een lokaal bedrijf gedumpt op allerlei plekken in de stad. Volgens de media vielen er zeventien doden en tienduizenden gewonden door ‘de extreem giftige stoffen’. Volgens Vink ‘is het duidelijk dat het afval nooit zo gedumpt had mogen worden. Het was een stinkende en bijtende smurrie. Maar er zat geen dodelijk gif in het afval.’ In 2010 won Vink de Prijs voor de Polemiek met een rede over de Probo Koala. In 2011 publiceerde hij Het Gifschip. Het boek zorgde voor veel debat en een ommekeer in de beeldvorming: ‘Zeer ernstige giframp bleek een stankincident’.